# Східнотихоокеанська височина

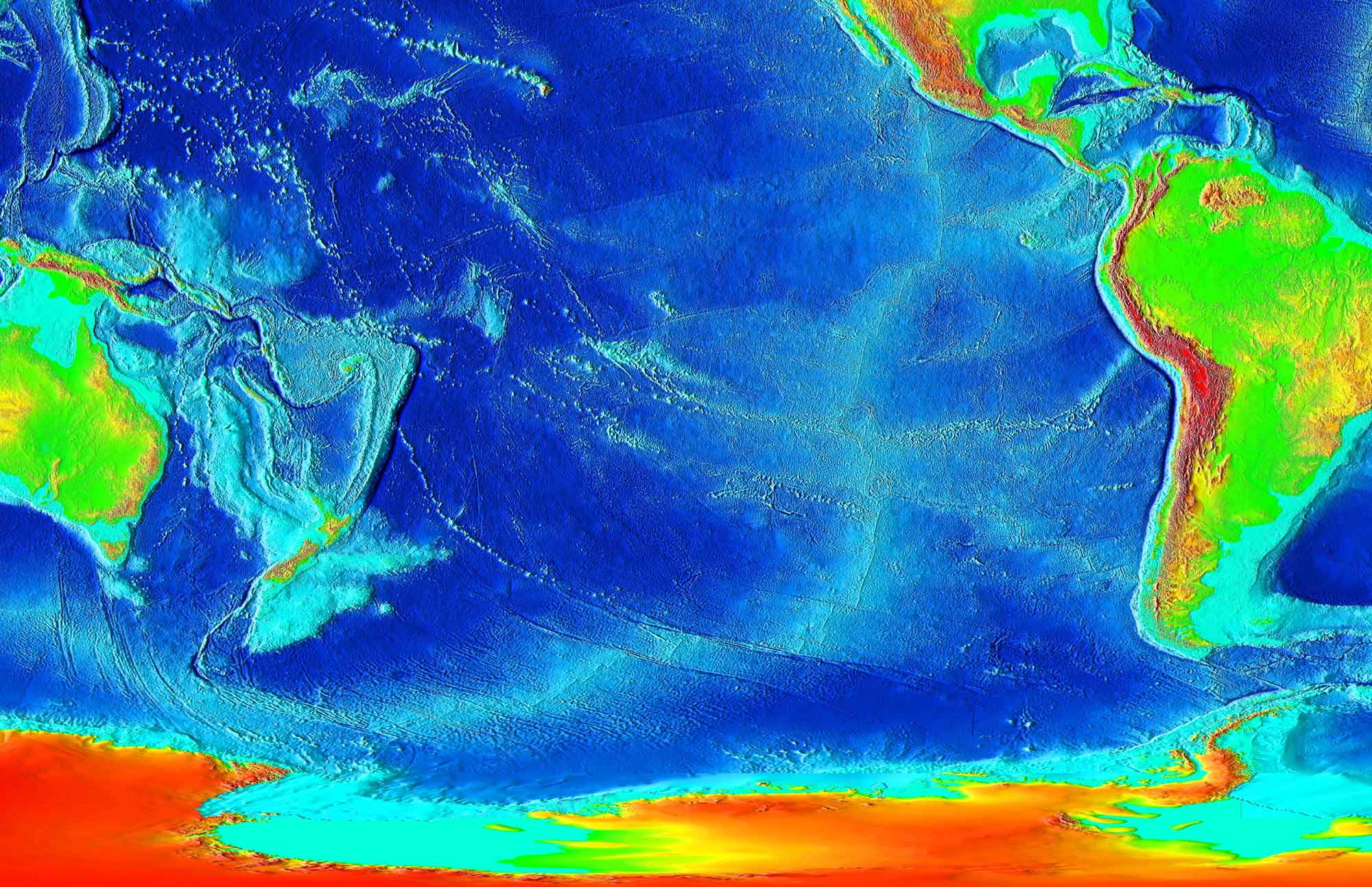
Східно-Тихоокеанська височина прямує на південь від Каліфорнійської затоки

Східнотихоокеанська височина, Східнотихоокеанське підняття — серединно-океанічний хребет, дивергентна границя, що відокремлює Тихоокеанську плиту на заході від (з півночі на південь) Північноамериканської плити, плит Рівера, Кокос, Наска і Антарктичної плити. Вона прямує від острова Пасхи з півдня на північ до її припинення у північній частині Каліфорнійської затоки в басейні Солтон-Сі в південній Каліфорнії.
Океанічна кора рухається від центру Східнотихоокеанської височини в обидві сторони зі швидкістю 7,5 см/рік. На східній стороні височини кора просувається на схід, де плити Кокос і Наска зазнають субдукцію під Південноамериканську і Північноамериканську плити. Пояс вулканів уздовж Анд і дуга вулканів через Центральну Америку і Мексику є прямим результатом цієї колізії. Ділянку височини на схід від Каліфорнійського півострова, іноді називають рифтовою зоною Каліфорнійської затоки.
Неподалік від острова Пасхи, Східнотихоокеанська височина утворює з Чилійською височиною трійник в районі мікроплит острова Пасхи і Хуан-Фернандес, при цьому Чилійська височина прямує на схід, де зазнає субдукції під Південно-Американську плиту у Перуансько-Чилійському жолобі. Південне розширення Східно-Тихоокеанської височини (так званий Тихоокеансько-Антарктичний хребет) зливається з Австрало-Антарктичним підняттям у трійника Маккуорі на південь від Нової Зеландії.
Активна сейсмічна зона. Іменується підняттям (а не хребтом) через велику ширину і протяжності схилу. Має вигляд широкого валу з вузькою піднятою пасмовою зоною. Довжина підняття близько 7600 км, ширина 850 км. Найвища точка — острів Пасхи — 539 метрів над рівнем океану. Глибини біля підніжжя підняття 3500–4000 метрів. Мінімальна глибина над гребенем — 732 метри.
Відрізняється слабко виражені рифтовими долинами за участю у формуванні рельєфу зон поперечних розломів. На відміну від інших серединно-океанічних хребтів, зміщений до східної околиці океану.
Уздовж Східнотихоокеанського підняття є глибоководні гідротермальні джерела: чорні та білі курці.